# Gazi Üniversitesi
Die Gazi-Universität (türkisch: Gazi Üniversitesi) ist eine staatliche türkische Universität in Ankara mit ca. 77.000 Studenten und über 3.000 wissenschaftlichen Angestellten.
Die Universität wurde 1926 durch Kemal Atatürk gegründet und umfasst heute 15 Fakultäten. Das Rektorat ist das von Mimar Kemaleddin entworfene Gazi İlk Muallim Mektebi.
Das musikpädagogische Institut der Universität wurde von Eduard Zuckmayer gegründet.

## Bekannte Dozenten und Absolventen (einschließlich der Vorgängerschulen)
- Ferman Akgül – Songtexter und Sänger
- İnci Aral – Kurzgeschichtenschreiber
- Sinan Aygün – Vorstand der Handelskammer in Ankara
- Fakir Baykurt – Novelen-Schreiber
- İlhan Berk – Poet
- Bülent Bezdüd – Musiker
- Mehmet Zafer Çağlayan – Minister für Handel und Industrie
- Melih Gökçek – Bürgermeister von Ankara
- Kemal Gözükara – Mathematiker, Unternehmer, Stifter and Präsident der Istanbul Arel Universität
- Abbas Güçlü – Lehrer und Journalist
- Biket İlhan – Film Produzent
- Özdemir İnce – Poet
- Handan İpekçi – Film Produzent
- Kemal Kılıçdaroğlu – Politiker, Mitglied der CHP
- Halil Mutlu – Olympia Goldmedaille und Weltmeister der Gewichtheber
- Nihat Özdemir – Unternehmer
- Metin Şahin – Europäischer Teakwando Meister
- Sinan Şamil Sam – Berufsboxer
- Zeki Sezer – Politiker
- Naim Süleymanoğlu – Olympia Goldmedaille und Weltmeister der Gewichtheber
- Nurcan Taylan – Olympia Goldmedaille und Weltmeisterin der Gewichtheberinnen
- Kemal Unakıtan – früherer Finanzminister
- Hamza Yerlikaya – Olympia Goldmedaille und Weltmeister der Wrestler
- Devlet Bahçeli – Politiker, Mitglied der MHP
- Esra Kürkçü – Radrennfahrerin